# Набу-надін-зері
Набу-надін-зері (аккад. Nabû-nādin-zēri; букв. «Набу дав насіння») — цар Вавилонії, правив приблизно в 734-732 до н. е., з  VIII Вавилонської династії.
Син Набонасара. Скинутий вавилонянами, які хотіли мати царем васала Ассирії.